# Massac (Aude)

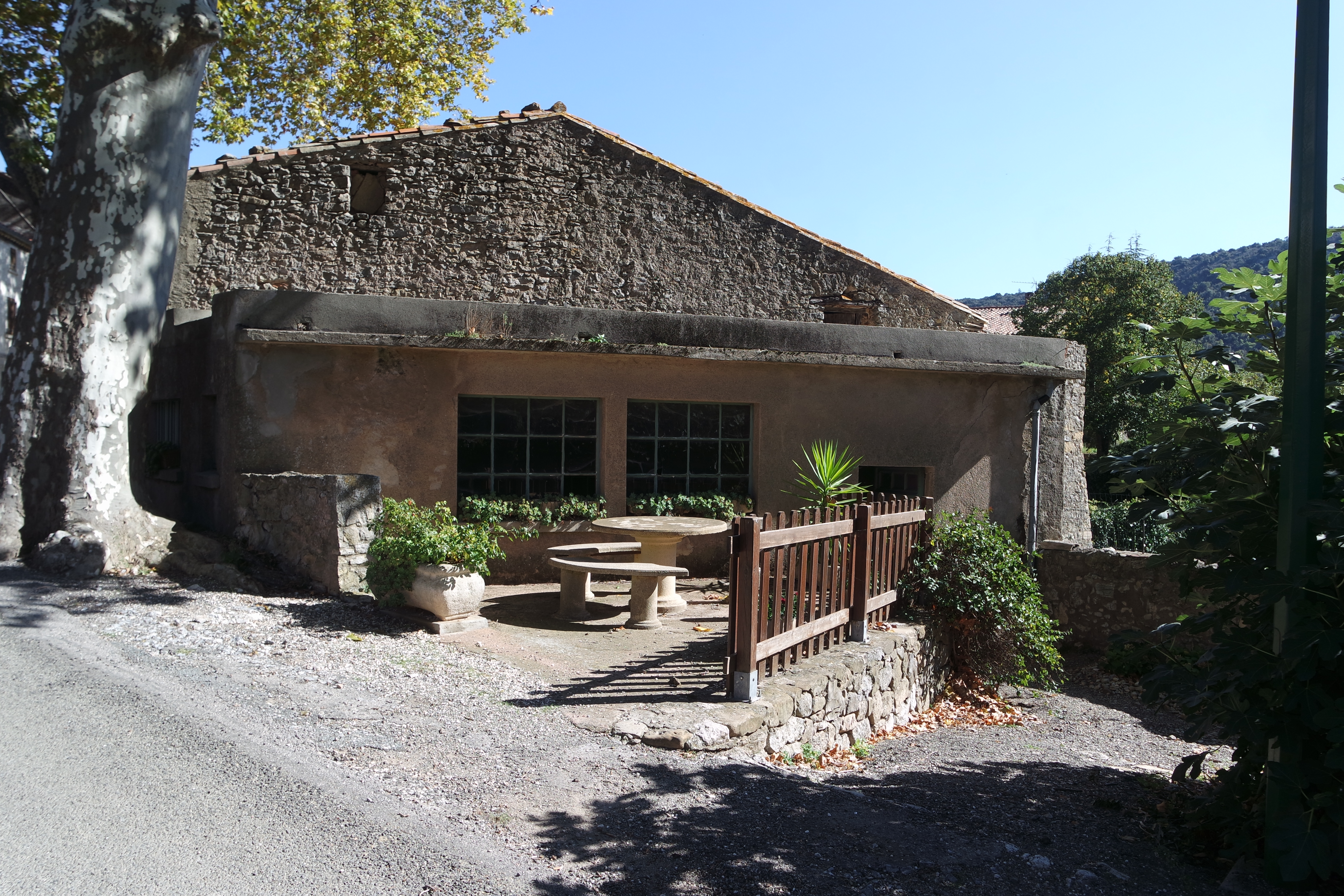
Le lavoir du village

Pour les articles homonymes, voir Massac.
Massac  est une commune française située dans le sud du département de l'Aude, en région Occitanie.
Sur le plan historique et culturel, la commune fait partie du massif des Corbières, un chaos calcaire formant la transition entre le Massif central et les Pyrénées. Exposée à un climat méditerranéen, elle est drainée par le Sou, le Torgan, le ruisseau des Anglades et par divers autres petits cours d'eau. La commune possède un patrimoine naturel remarquable : trois sites Natura 2000 (les « hautes Corbières », la « vallée du Torgan » et la « vallée de l'Orbieu ») et six zones naturelles d'intérêt écologique, faunistique et floristique. 

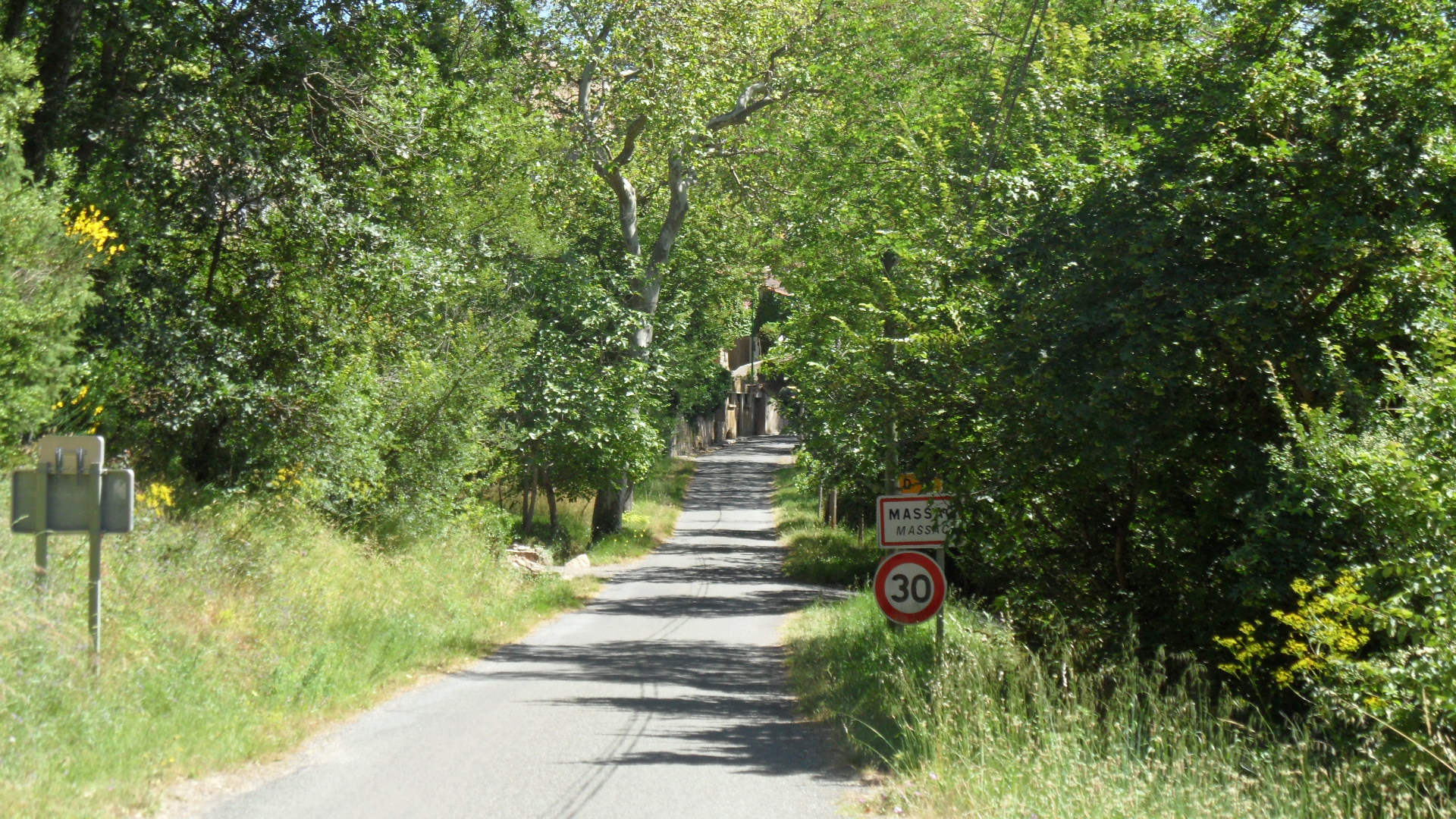
Massac, entrée du village

Massac est une commune rurale qui compte 28 habitants en 2022, après avoir connu un pic de population de 172 habitants en 1861. Ses habitants sont appelés les Massacois ou  Massacoises.
Le patrimoine architectural de la commune comprend un immeuble protégé au titre des monuments historiques : la table des Morts, classée en 1925.

## Géographie

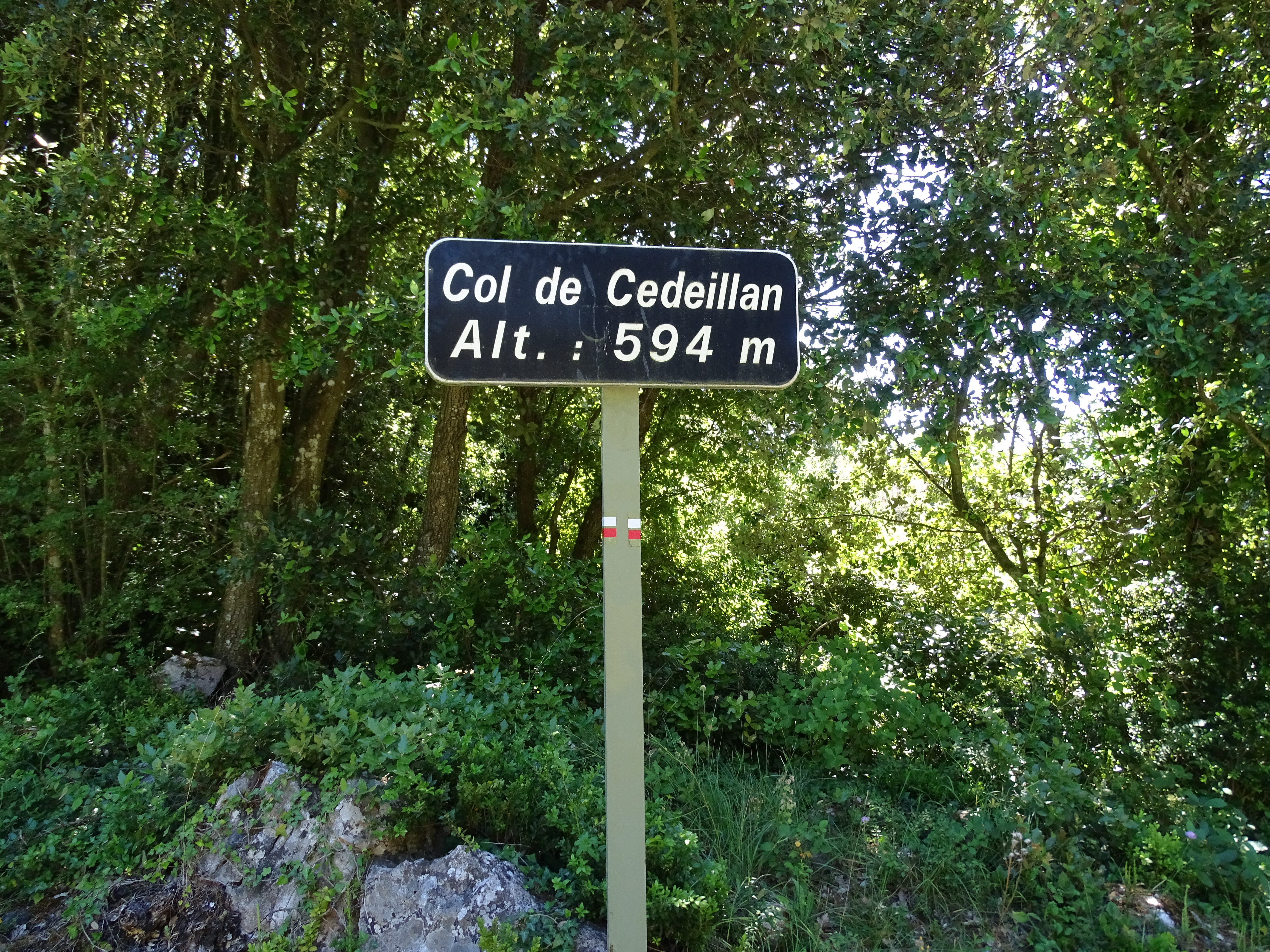
Le col de Cédeillan (594 m).

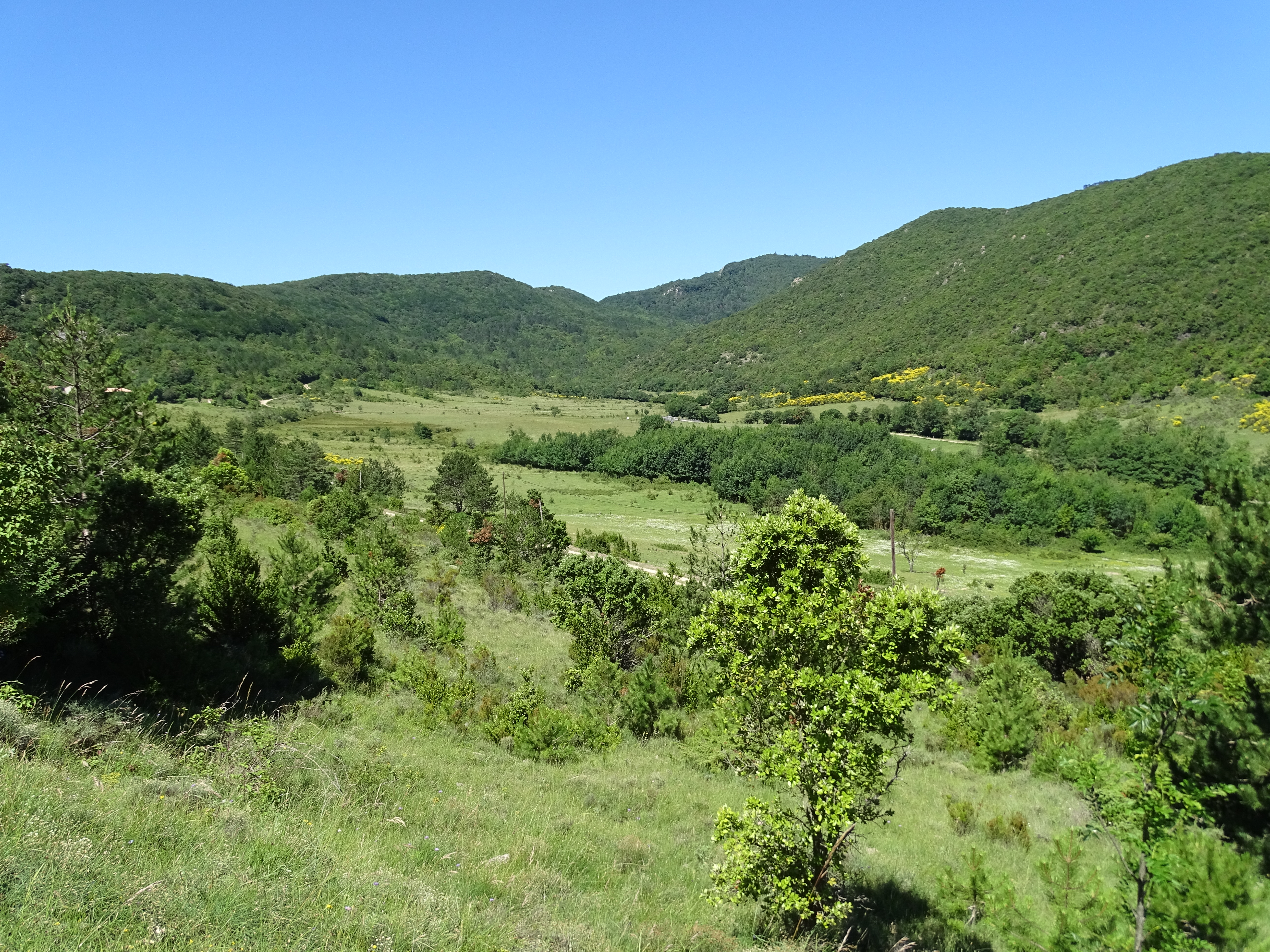
Paysage sur la commune de Massac.

Cette commune située dans le massif des Corbières, dans la région de l'Aude.

### Communes limitrophes
Les communes limitrophes sont  Auriac, Dernacueillette, Laroque-de-Fa, Montgaillard, Rouffiac-des-Corbières et Soulatgé.
|          | Laroque-de-Fa          |                 |
| Auriac   | Massac                 | Dernacueillette |
| Soulatgé | Rouffiac-des-Corbières | Montgaillard    |

### Hydrographie
La commune est dans la région hydrographique « Côtiers méditerranéens », au sein du bassin hydrographique Rhône-Méditerranée-Corse. Elle est drainée par le Sou, le Torgan, le ruisseau des Anglades, le ruisseau de Coume Grimaud, le ruisseau de Font Charbonnière, le ruisseau des Caminels, le ruisseau des Canals, le ruisseau des Cougatgès, le ruisseau des Escoumes, le ruisseau des Oums, le ruisseau du Fournas et le ruisseau du Purgatoire, qui constituent un réseau hydrographique de 15 km de longueur totale,.
Le Sou, d'une longueur totale de 17,2 km, prend sa source dans la commune de  et s'écoule vers le nord. Il traverse la commune et se jette dans l'Orbieu à Vignevieille, après avoir traversé 4 communes.
Le Torgan, d'une longueur totale de 20,1 km, prend sa source dans la commune de  et s'écoule vers l'est puis se réoriente au sud. Il traverse la commune et se jette dans le Verdouble à Padern, après avoir traversé 4 communes.

### Climat
Pour des articles plus généraux, voir Climat de l'Occitanie et Climat de l'Aude.
En 2010, le climat de la commune est de type climat méditerranéen altéré, selon une étude s'appuyant sur une série de données couvrant la période 1971-2000. En 2020, Météo-France publie une typologie des climats de la France métropolitaine dans laquelle la commune est dans une zone de transition entre le climat de montagne et le climat méditerranéen et est dans une zone de transition entre les régions climatiques « Pyrénées orientales » et « Provence, Languedoc-Roussillon »0.
Pour la période 1971-2000, la température annuelle moyenne est de 13 °C, avec  une amplitude thermique annuelle de 15 °C. Le cumul annuel moyen de précipitations est de 873 mm, avec 8,5 jours de précipitations en janvier et 4,1 jours en juillet. Pour la période 1991-2020 la température moyenne annuelle observée sur la station météorologique la plus proche, située sur la commune de Mouthoumet à 6 km à vol d'oiseau, est de 12,5 °C et le cumul annuel moyen de précipitations est de 837,6 mm,. Pour l'avenir, les paramètres climatiques de la commune estimés pour 2050 selon différents scénarios d’émission de gaz à effet de serre sont consultables sur un site dédié publié par Météo-France en novembre 2022.

### Milieux naturels et biodiversité

#### Réseau Natura 2000

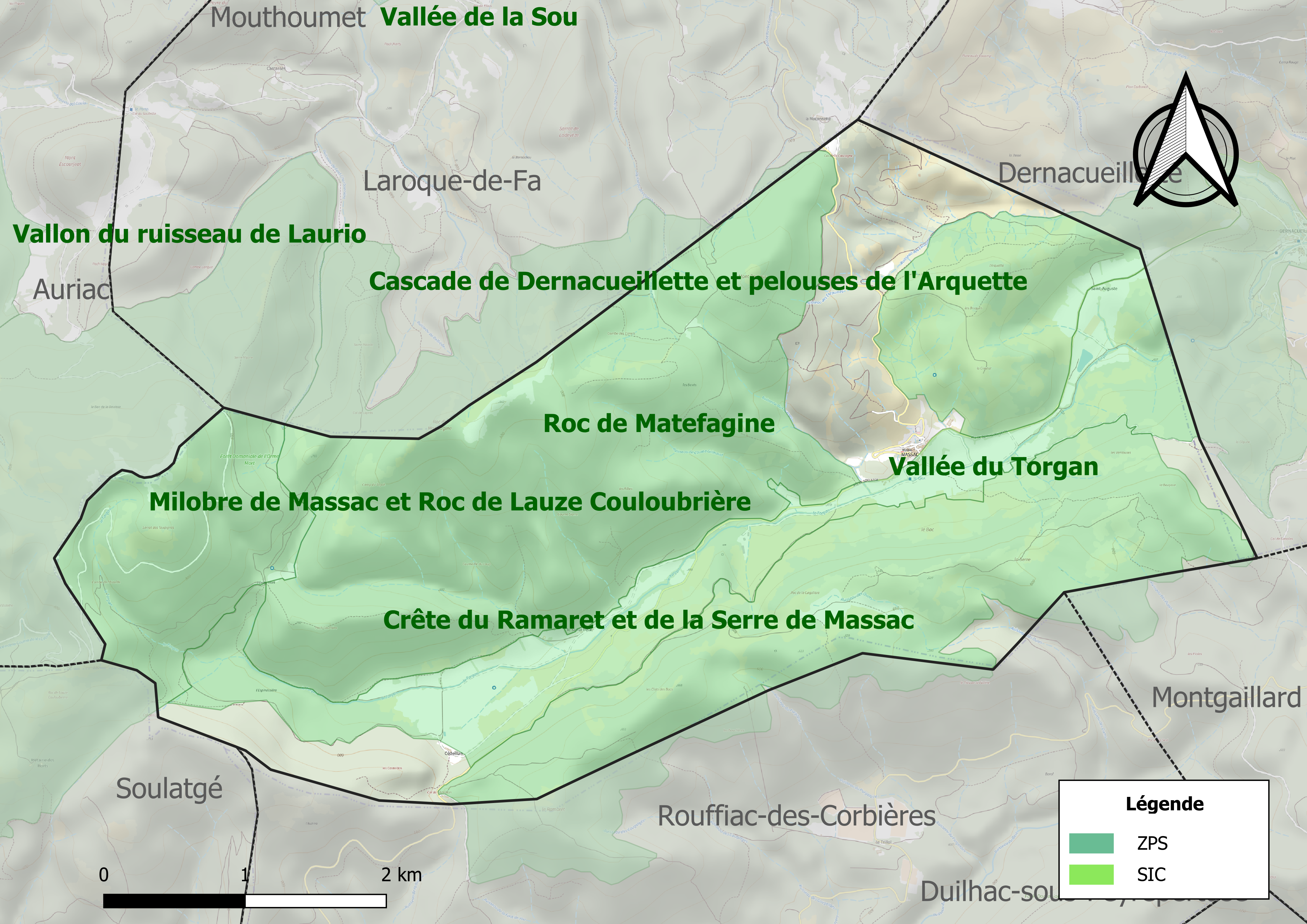
Sites Natura 2000 sur le territoire communal.

Le réseau Natura 2000 est un réseau écologique européen de sites naturels d'intérêt écologique élaboré à partir des directives habitats et oiseaux, constitué de zones spéciales de conservation (ZSC) et de zones de protection spéciale (ZPS).
Deux sites Natura 2000 ont été définis sur la commune au titre de la directive habitats :
- la « vallée de l'Orbieu », d'une superficie de 17 765 ha, servant d'habitat, entre autres, pour le Barbeau méridional et du Desman des Pyrénées en limite nord de répartition[15] ;
- la « vallée du Torgan », d'une superficie de 1 006 ha, présentant une bonne qualité hydrobiologique comme l'atteste notamment la présence de l'écrevisse à pattes blanches. Le régime méditerranéen du cours d'eau permet le maintien des espèces caractéristiques comme le barbeau méridional[16] ;

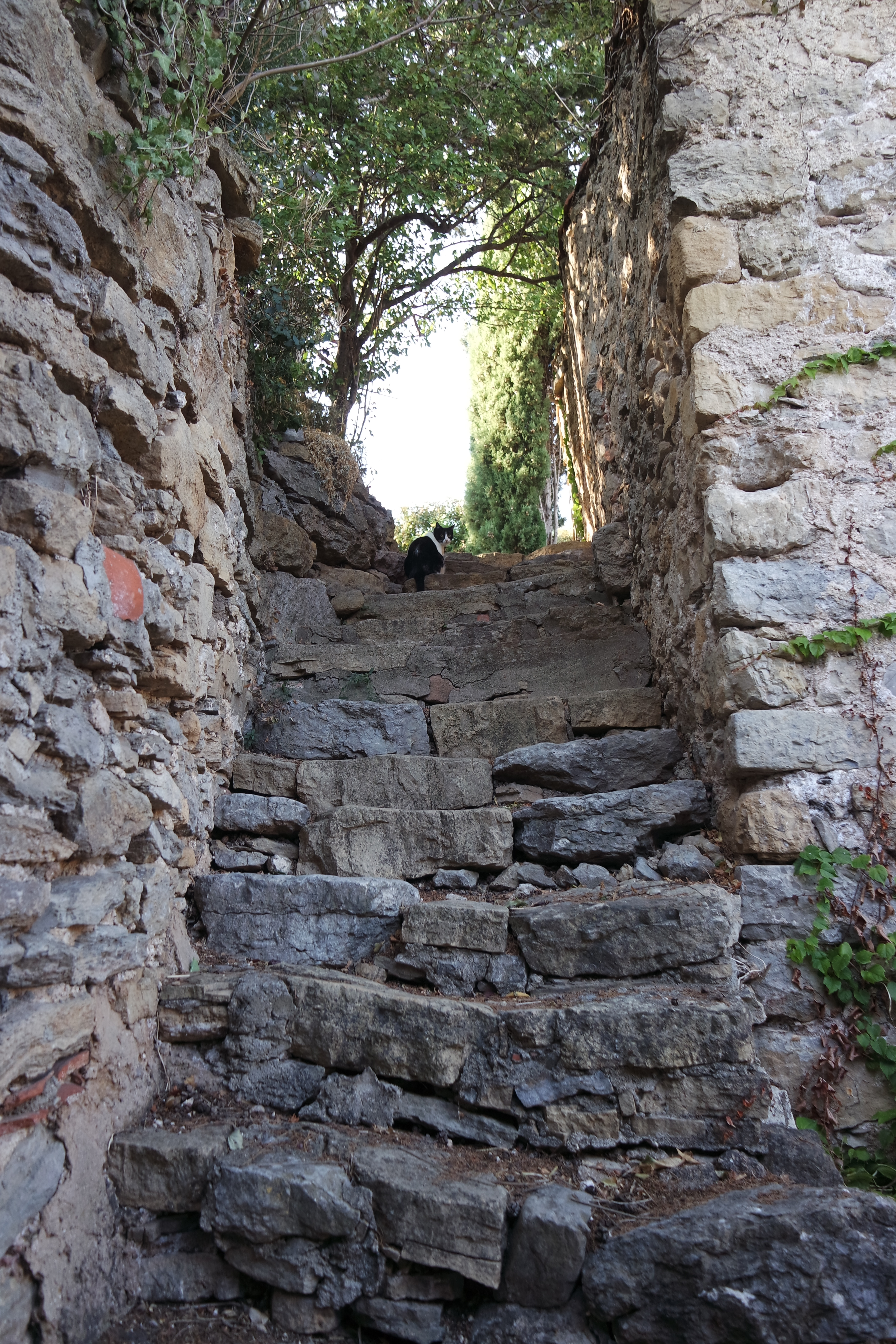
escalier de pierre

et un au titre de la directive oiseaux : 
- les « hautes Corbières », d'une superficie de 28 398 ha, accueillant une avifaune riche et diversifiée : rapaces tels que les Busards, l'Aigle Royal, le Circaète Jean-le-Blanc, qui trouvent sur place des conditions favorables à la nidification et à leur alimentation du fait de l'importance des milieux ouverts[17].

#### Zones naturelles d'intérêt écologique, faunistique et floristique
L’inventaire des zones naturelles d'intérêt écologique, faunistique et floristique (ZNIEFF) a pour objectif de réaliser une couverture des zones les plus intéressantes sur le plan écologique, essentiellement dans la perspective d’améliorer la connaissance du patrimoine naturel national et de fournir aux différents décideurs un outil d’aide à la prise en compte de l’environnement dans l’aménagement du territoire.
Cinq ZNIEFF de type 1 sont recensées sur la commune :
- la « cascade de Dernacueillette et pelouses de l'Arquette » (127 ha), couvrant 2 communes du département[19] ;
- la « crête du Ramaret et de la Serre de Massac » (320 ha), couvrant 3 communes du département[20] ;
- le « milobre de Massac et Roc de Lauze Couloubrière » (515 ha), couvrant 4 communes du département[21] ;
- le « roc de Matefagine » (512 ha), couvrant 2 communes du département[22] ;
- la « vallée du Torgan » (1 037 ha), couvrant 4 communes du département[23] ;

et une ZNIEFF de type 2, : 
les « Corbières centrales » (68 810 ha), couvrant 56 communes dont 54 dans l'Aude et 2 dans les Pyrénées-Orientales.

Carte des ZNIEFF de type 1 et 2 à Massac.
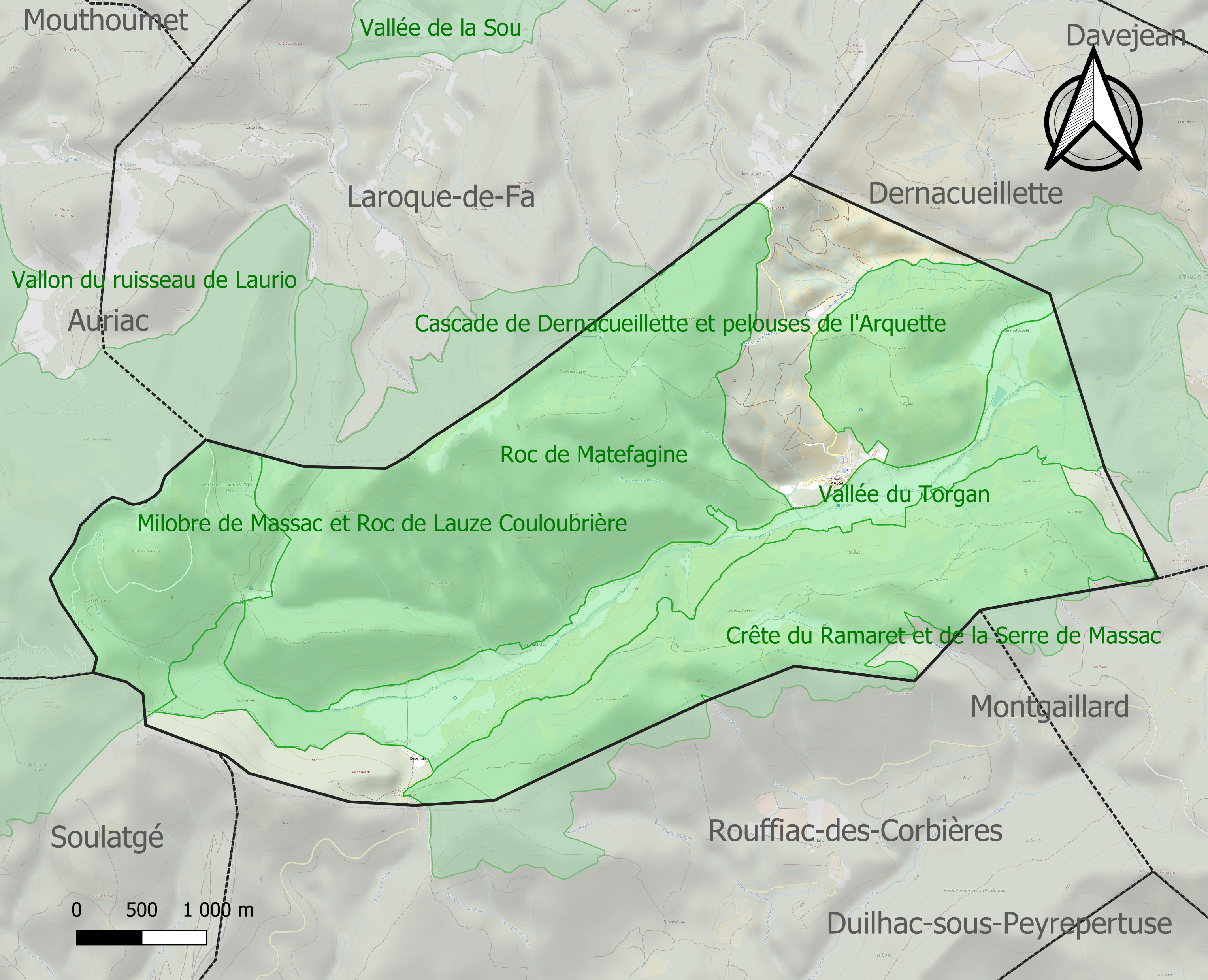
Carte des ZNIEFF de type 1 sur la commune.
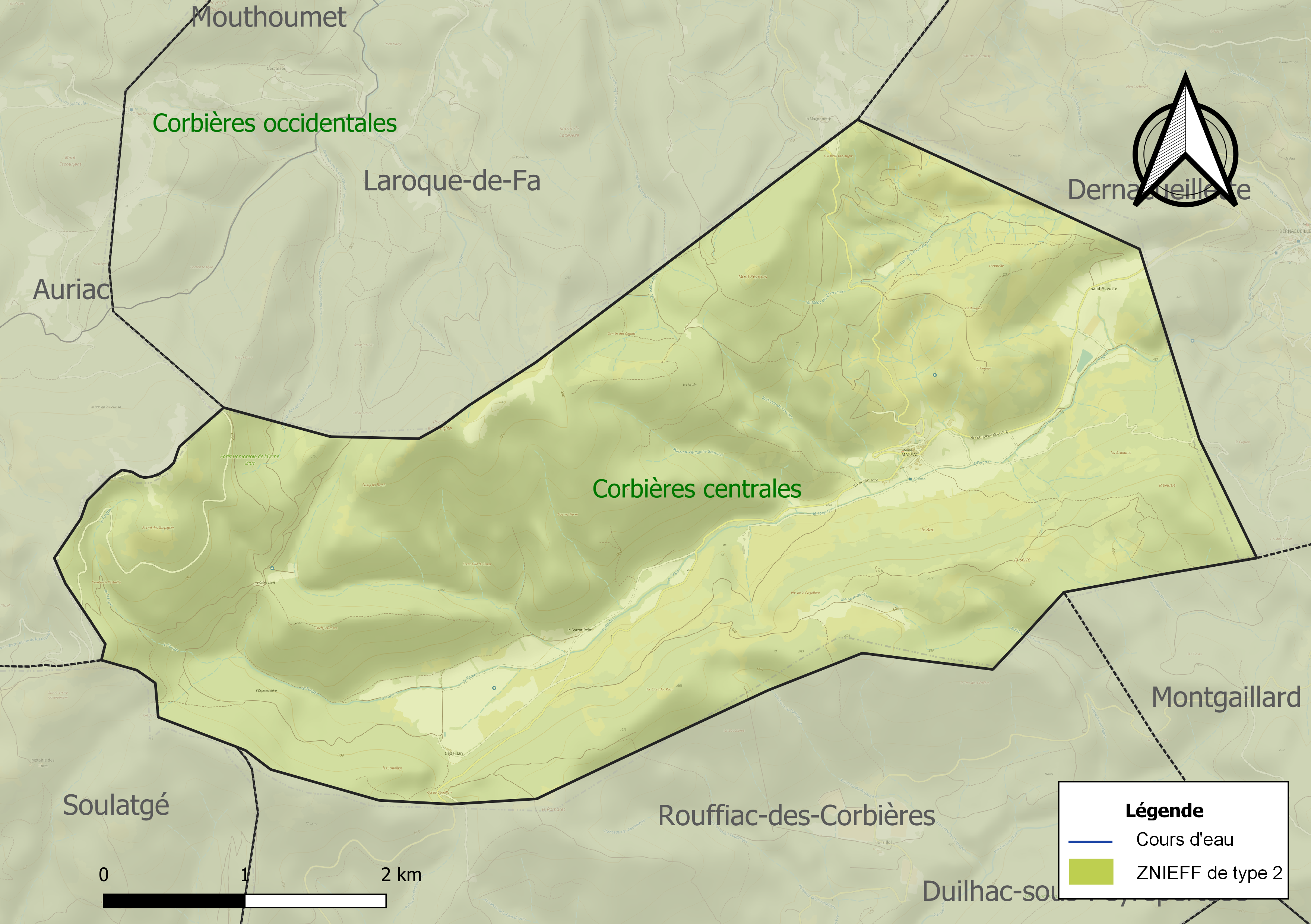
Carte de la ZNIEFF de type 2 sur la commune.

## Urbanisme

### Typologie
Au 1er janvier 2024, Massac est catégorisée commune rurale à habitat très dispersé, selon la nouvelle grille communale de densité à 7 niveaux définie par l'Insee en 2022.
Elle est située hors unité urbaine et hors attraction des villes,.

### Occupation des sols
L'occupation des sols de la commune, telle qu'elle ressort de la base de données européenne d’occupation biophysique des sols Corine Land Cover (CLC), est marquée par l'importance des forêts et milieux semi-naturels (90,2 % en 2018), une proportion sensiblement équivalente à celle de 1990 (89,7 %). La répartition détaillée en 2018 est la suivante : 
forêts (60,4 %), milieux à végétation arbustive et/ou herbacée (29,8 %), prairies (5 %), zones agricoles hétérogènes (4,8 %). L'évolution de l’occupation des sols de la commune et de ses infrastructures peut être observée sur les différentes représentations cartographiques du territoire : la carte de Cassini (XVIIIe siècle), la carte d'état-major (1820-1866) et les cartes ou photos aériennes de l'IGN pour la période actuelle (1950 à aujourd'hui).

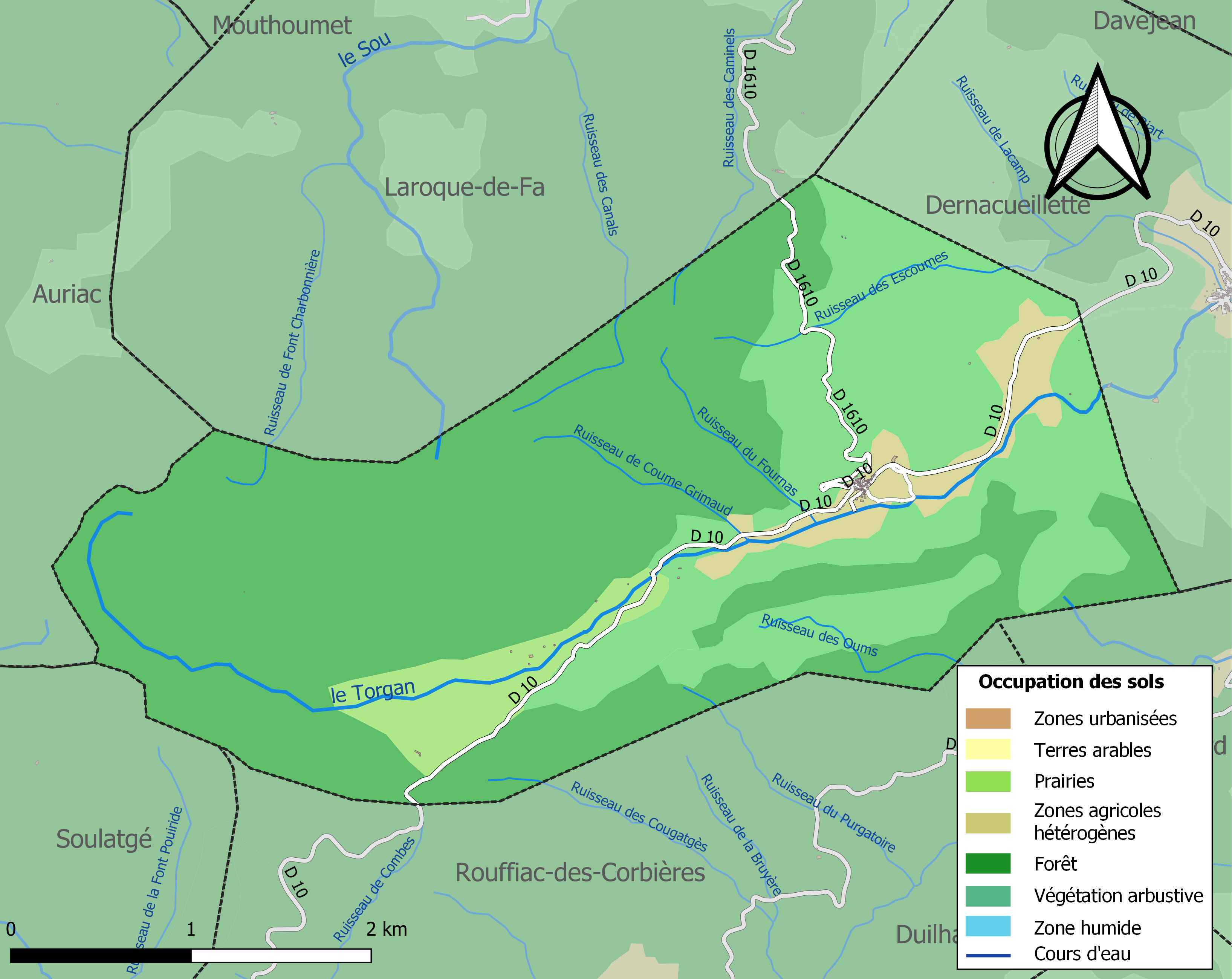
Carte des infrastructures et de l'occupation des sols de la commune en 2018 (CLC).

### Risques majeurs
Le territoire de la commune de Massac est vulnérable à différents aléas naturels : météorologiques (tempête, orage, neige, grand froid, canicule ou sécheresse), feux de forêts et séisme (sismicité faible). Il est également exposé à un risque particulier : le risque de radon. Un site publié par le BRGM permet d'évaluer simplement et rapidement les risques d'un bien localisé soit par son adresse soit par le numéro de sa parcelle.

#### Risques naturels

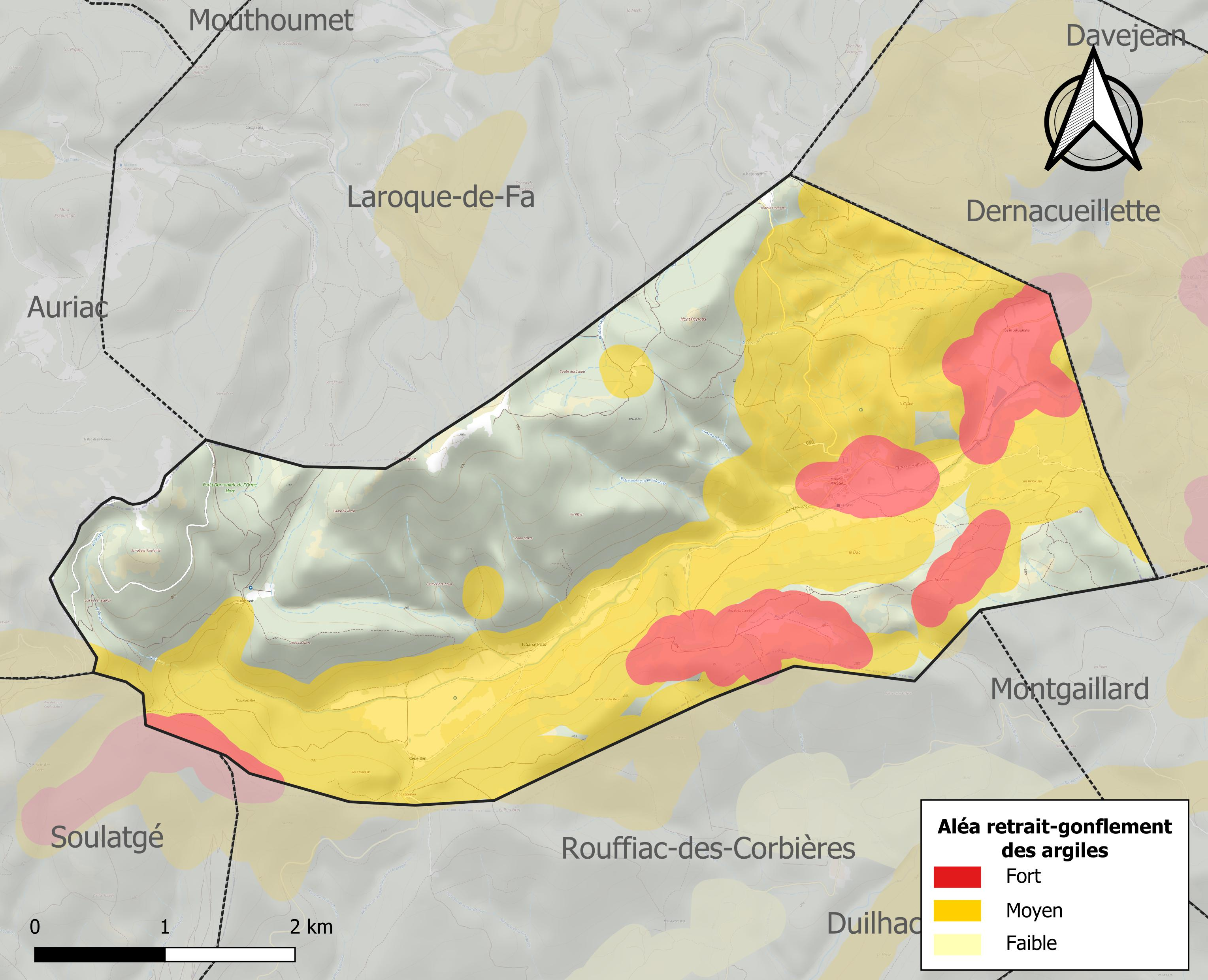
Carte des zones d'aléa retrait-gonflement des sols argileux de Massac.

Le retrait-gonflement des sols argileux est susceptible d'engendrer des dommages importants aux bâtiments en cas d’alternance de périodes de sécheresse et de pluie. 58,5 % de la superficie communale est en aléa moyen ou fort (75,2 % au niveau départemental et 48,5 % au niveau national). Sur les 50 bâtiments dénombrés sur la commune en 2019, 50 sont en aléa moyen ou fort, soit 100 %, à comparer aux 94 % au niveau départemental et 54 % au niveau national. Une cartographie de l'exposition du territoire national au retrait gonflement des sols argileux est disponible sur le site du BRGM,.

#### Risque particulier

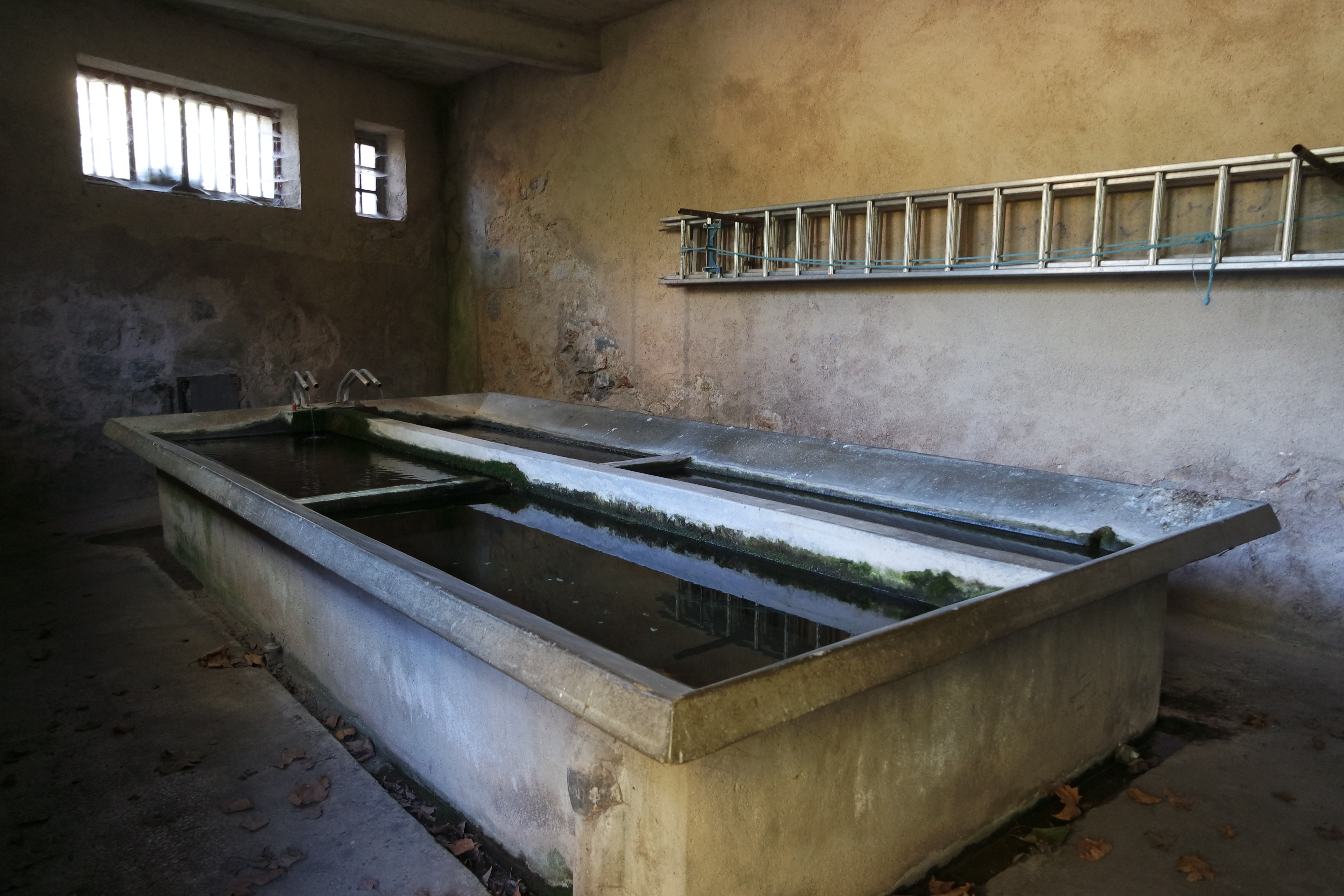
Le lavoir du village

Dans plusieurs parties du territoire national, le radon, accumulé dans certains logements ou autres locaux, peut constituer une source significative d’exposition de la population aux rayonnements ionisants. Certaines communes du département sont concernées par le risque radon à un niveau plus ou moins élevé. Selon la classification de 2018, la commune de Massac est classée en zone 2, à savoir zone à potentiel radon faible mais sur lesquelles des facteurs géologiques particuliers peuvent faciliter le transfert du radon vers les bâtiments.

## Politique et administration

### Liste des maires

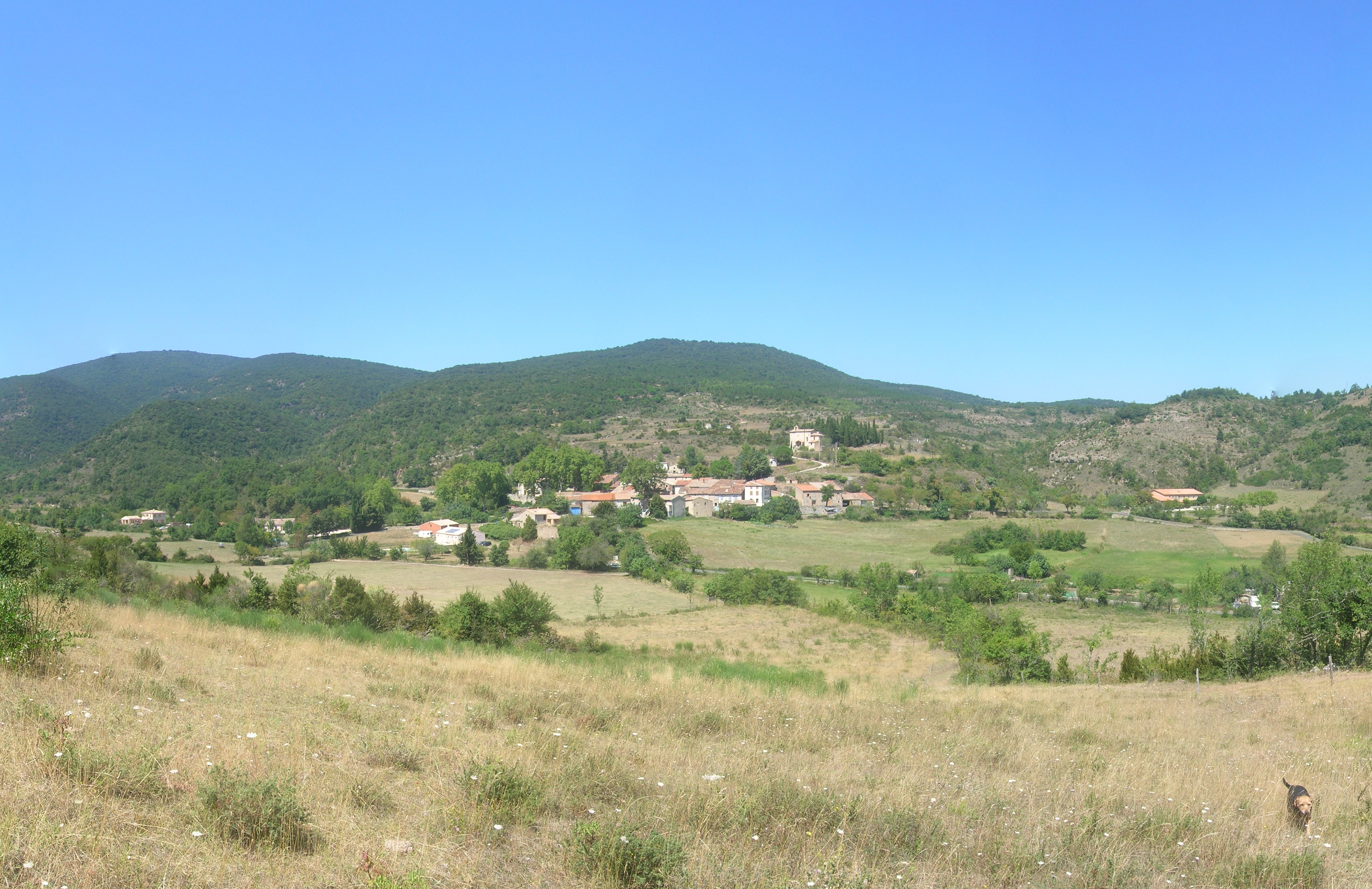
le village vu de l'extérieur

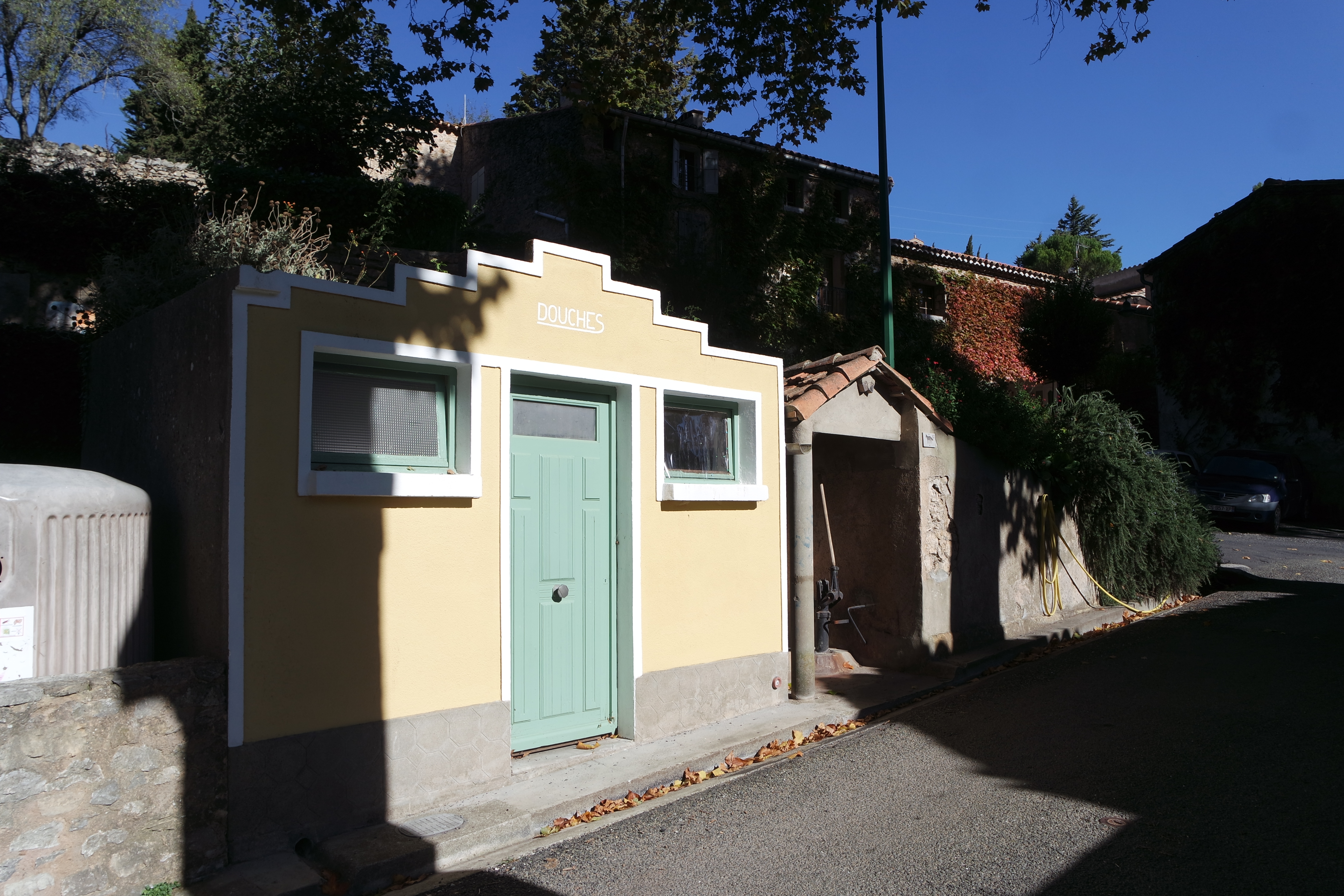
Les anciennes douches municipales

| Période                                  | Période  | Identité            | Étiquette | Qualité |
| ---------------------------------------- | -------- | ------------------- | --------- | ------- |
| mars 2001                                | mai 2020 | André Barthes       | PS        |         |
| mai 2020                                 | En cours | Jean-Louis Gaillard |           |         |
| Les données manquantes sont à compléter. |          |                     |           |         |

## Démographie
L'évolution du nombre d'habitants est connue à travers les recensements de la population effectués dans la commune depuis 1793. Pour les communes de moins de 10 000 habitants, une enquête de recensement portant sur toute la population est réalisée tous les cinq ans, les populations de référence des années intermédiaires étant quant à elles estimées par interpolation ou extrapolation. Pour la commune, le premier recensement exhaustif entrant dans le cadre du nouveau dispositif a été réalisé en 2008.

En 2022, la commune comptait 28 habitants, en évolution de −6,67 % par rapport à 2016 (Aude : +2,65 %, France hors Mayotte : +2,11 %).
| 1793 | 1800 | 1806 | 1821 | 1831 | 1836 | 1841 | 1846 | 1851 |
| ---- | ---- | ---- | ---- | ---- | ---- | ---- | ---- | ---- |
| 99   | 108  | 98   | 104  | 139  | 154  | 171  | 165  | 166  |

| 1856 | 1861 | 1866 | 1872 | 1876 | 1881 | 1886 | 1891 | 1896 |
| ---- | ---- | ---- | ---- | ---- | ---- | ---- | ---- | ---- |
| 165  | 172  | 159  | 138  | 125  | 125  | 145  | 117  | 105  |

| 1901 | 1906 | 1911 | 1921 | 1926 | 1931 | 1936 | 1946 | 1954 |
| ---- | ---- | ---- | ---- | ---- | ---- | ---- | ---- | ---- |
| 103  | 90   | 88   | 87   | 70   | 82   | 82   | 79   | 52   |

| 1962 | 1968 | 1975 | 1982 | 1990 | 1999 | 2006 | 2008 | 2013 |
| ---- | ---- | ---- | ---- | ---- | ---- | ---- | ---- | ---- |
| 60   | 36   | 27   | 32   | 22   | 20   | 26   | 28   | 30   |

| 2018 | 2022 | - | - | - | - | - | - | - |
| ---- | ---- | - | - | - | - | - | - | - |
| 28   | 28   | - | - | - | - | - | - | - |

## Économie

### Emploi
| Division       | 2008   | 2013   | 2018   |
| -------------- | ------ | ------ | ------ |
| Commune        | 33,3 % | 37,5 % | 23,5 % |
| Département    | 10,2 % | 12,8 % | 12,6 % |
| France entière | 8,3 %  | 10 %   | 10 %   |

En 2018, la population âgée de 15 à 64 ans s'élève à 17 personnes, parmi lesquelles on compte 52,9 % d'actifs (29,4 % ayant un emploi et 23,5 % de chômeurs) et 47,1 % d'inactifs,. Depuis 2008, le taux de chômage communal (au sens du recensement) des 15-64 ans est supérieur à celui de la France et du département.
La commune est hors attraction des villes,. Elle compte 5 emplois en 2018, contre 6 en 2013 et 5 en 2008. Le nombre d'actifs ayant un emploi résidant dans la commune est de 5, soit un indicateur de concentration d'emploi de 100 % et un taux d'activité parmi les 15 ans ou plus de 32,1 %.
Sur ces 5 actifs de 15 ans ou plus ayant un emploi, 4 travaillent dans la commune, soit 80 % des habitants. Pour se rendre au travail, 40 % des habitants utilisent un véhicule personnel ou de fonction à quatre roues, 20 % s'y rendent en deux-roues, à vélo ou à pied et 40 % n'ont pas besoin de transport (travail au domicile).

### Activités hors agriculture
Un seul établissement relevant d’une activité hors champ de l’agriculture est implanté  à Massac au 31 décembre 2019.

### Agriculture
|               | 1988 | 2000 | 2010 | 2020 |
| ------------- | ---- | ---- | ---- | ---- |
| Exploitations | 8    | 1    | 2    | 1    |
| SAU (ha)      | 120  | 308  | 140  | 164  |

La commune est dans la « Région viticole » de l'Aude, une petite région agricole occupant une grande partie centrale du département, également dénommée localement « Corbeilles Minervois et Carcasses-Limouxin ». En 2020, l'orientation technico-économique de l'agriculture  sur la commune est l'élevage de bovins pour la viande. Une seule  exploitation agricole ayant son siège dans la commune est recensée lors du recensement agricole de 2020 (huit en 1988). La superficie agricole utilisée est de 164 ha,,.

## Culture locale et patrimoine

### Lieux et monuments
- Église Saint-Julien de MassacÉglise Saint-Julien de Massac.

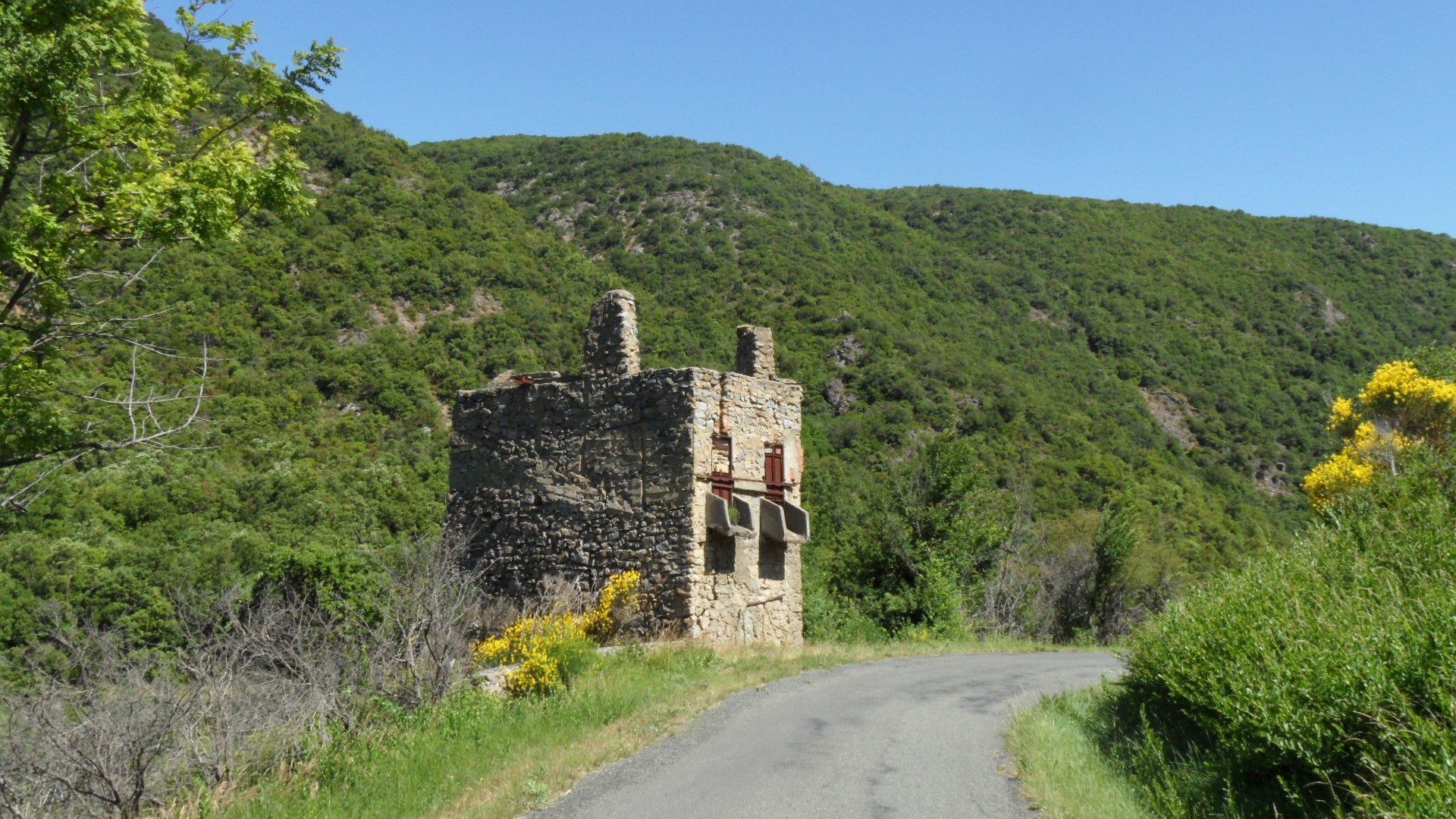
Ruine à proximité de Massac sur la route de Soulatgé.

Plusieurs dolmens sont recensés sur la commune de Massac. Ils sont répertoriés dans les sites mégalithiques de l'Aude.

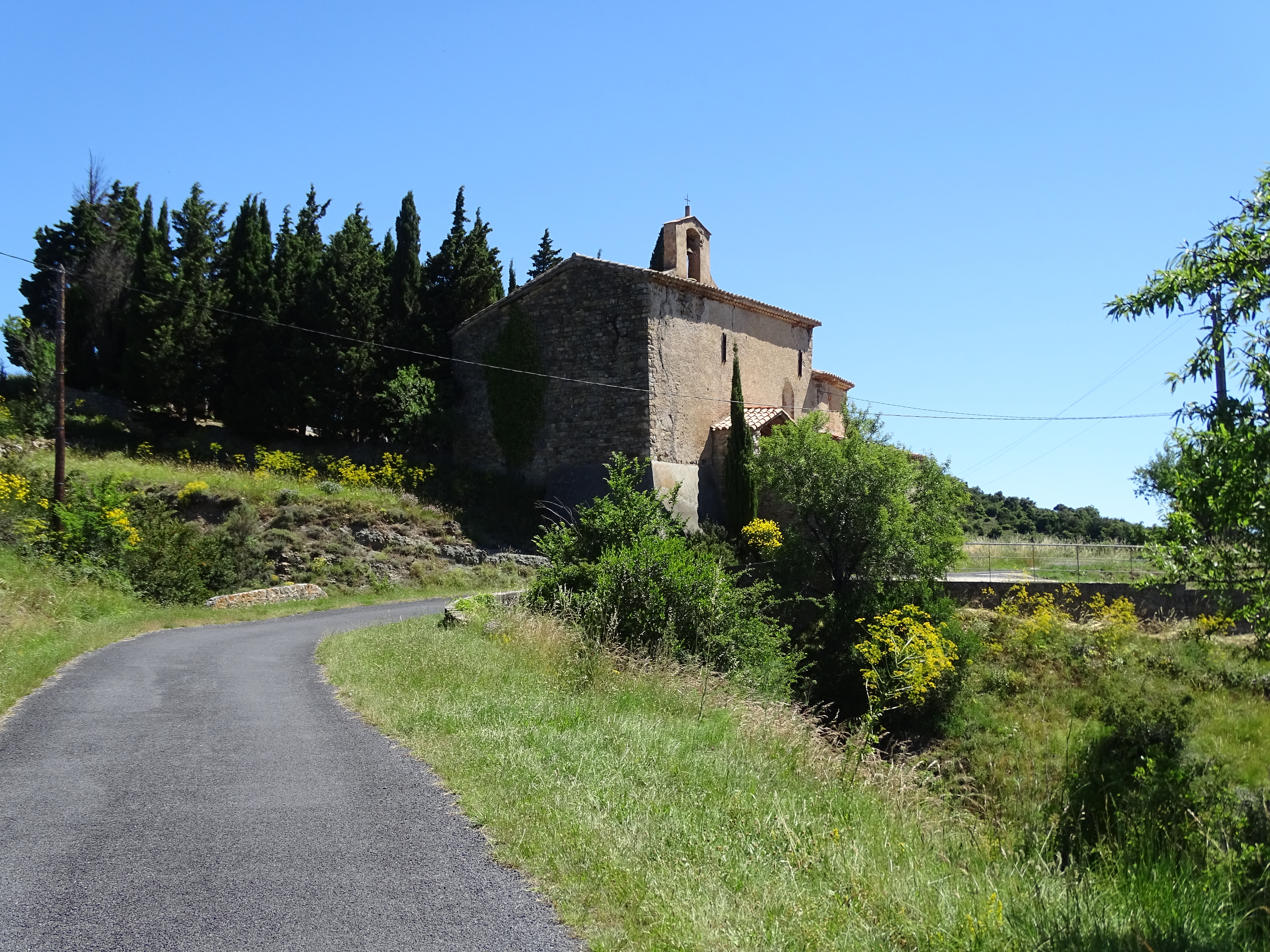
Église Saint-Julien de Massac

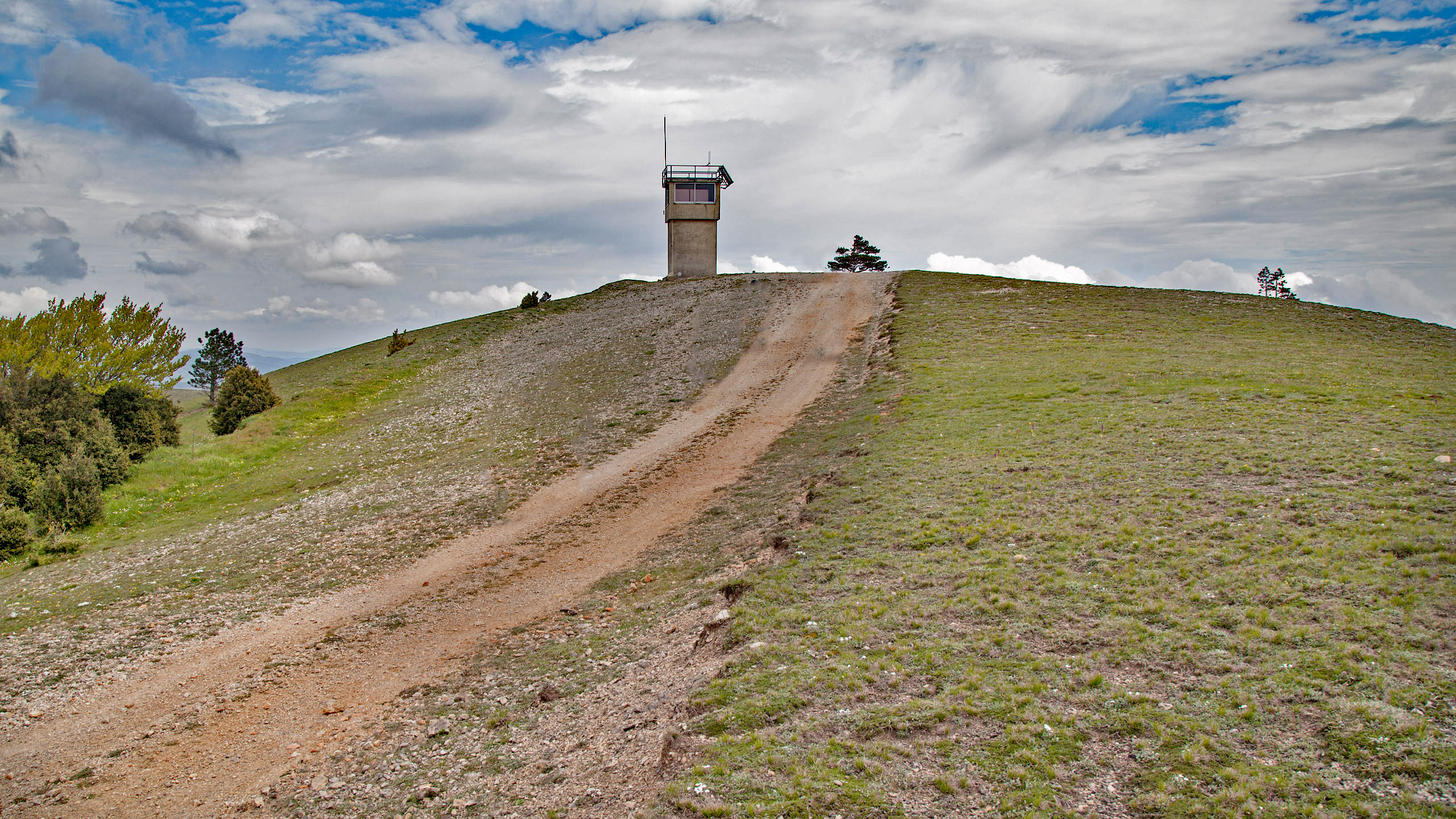
Le Milobre de Massac (907 m)

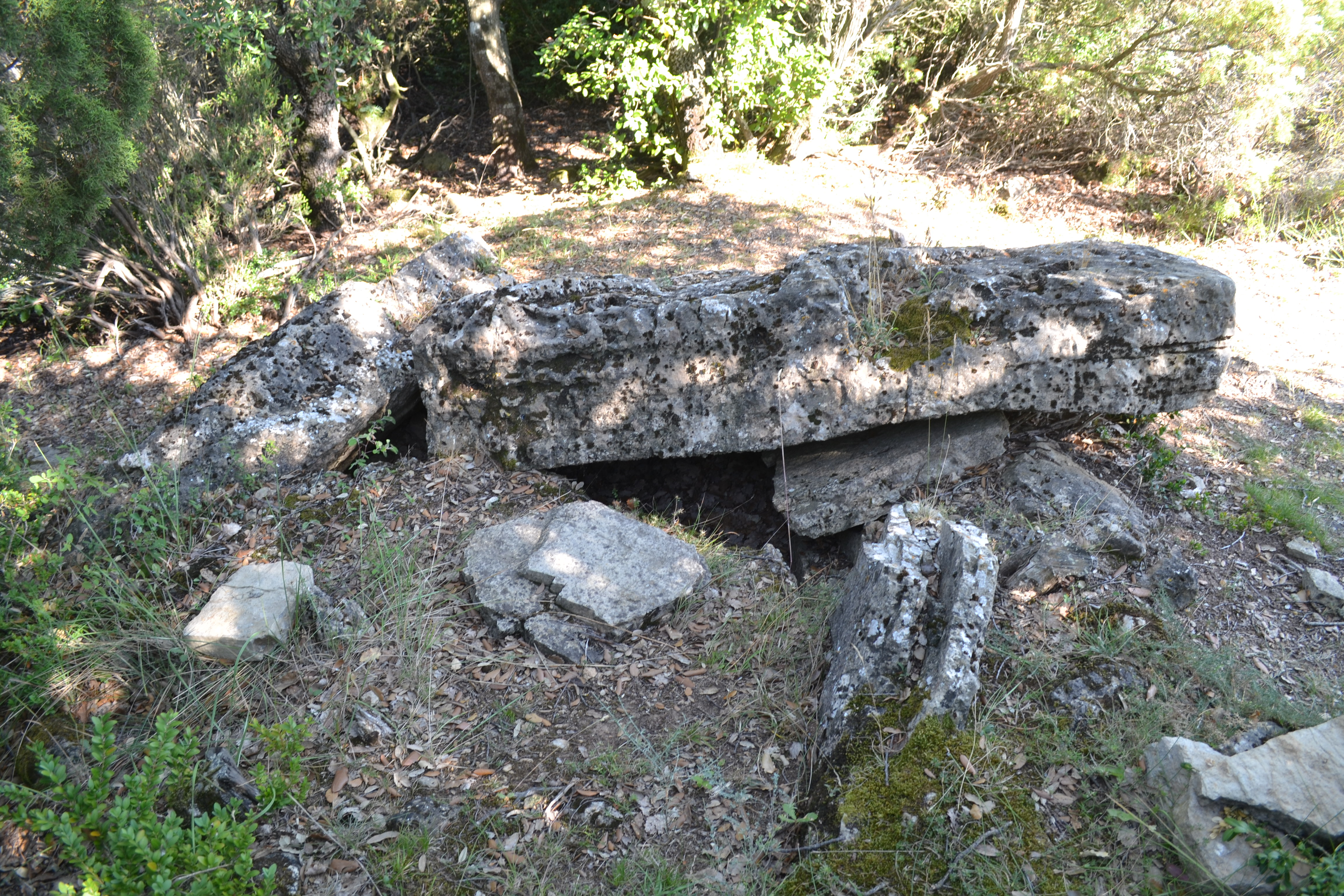
Dolmen de la Table des Maures

- Le plus connu est la La table des Maures enregistrée comme monument historique[40].

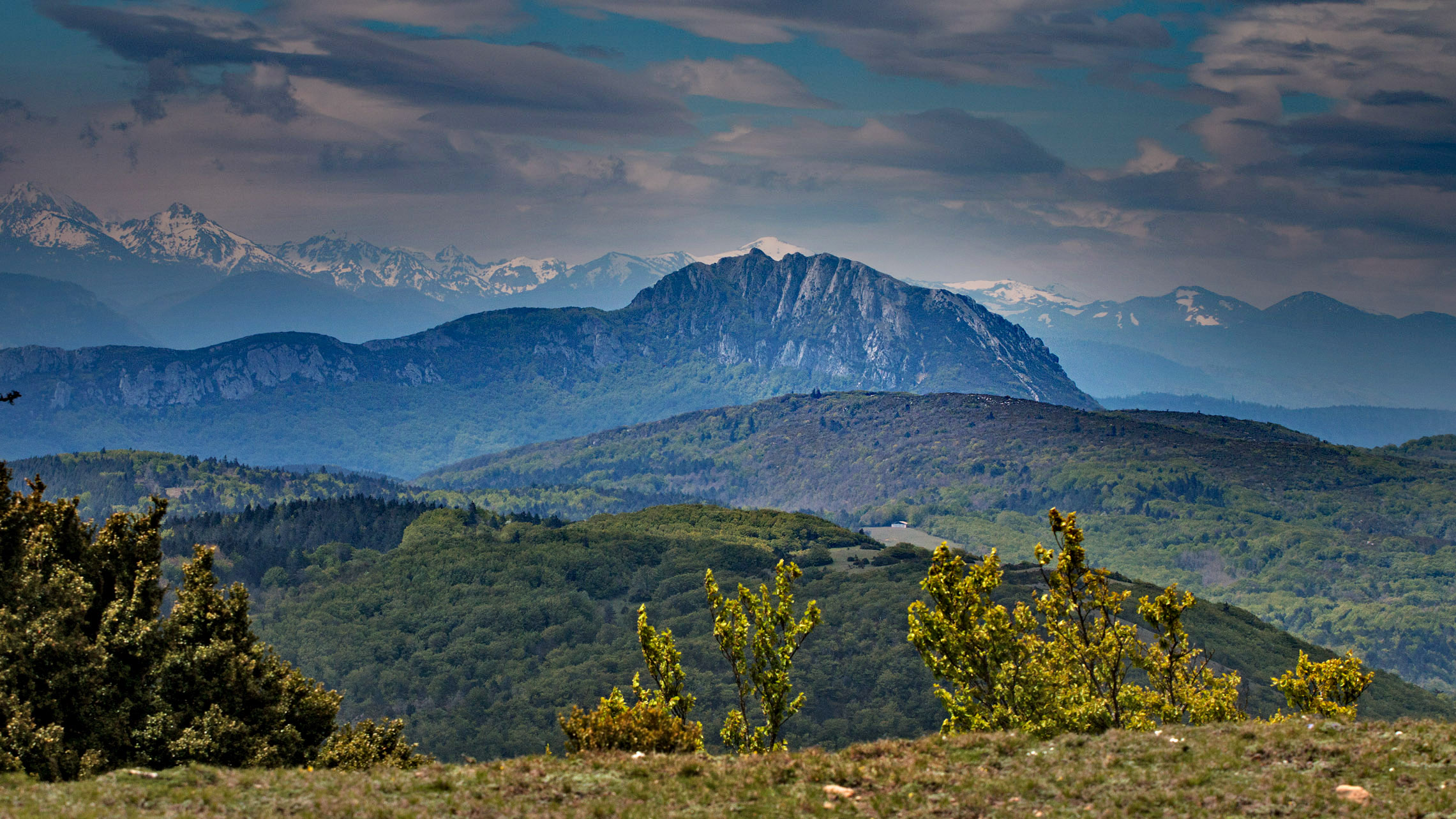
Le Pech de Bugarach vu du Milobre de Massac

- Le dolmen de l'Arquette
- Le dolmen de la Cioutat
- Le dolmen des trois pierres

### Personnalités liées à la commune
- Olivier de Termes (1200-1274), seigneur de Termes et de Massac.

### Héraldique
| Blason | Blasonnement : D’argent à la fasce d’azur chargée d’une chauve-souris du champ accompagnée en chef de deux croix de Malte de gueules et en pointe d’un dolmen de sable. |